# Cyclosa albopunctata
Cyclosa albopunctata är en spindelart som beskrevs av Kulczynski 1901. Cyclosa albopunctata ingår i släktet Cyclosa och familjen hjulspindlar. Inga underarter finns listade i Catalogue of Life.